# Castello di Palmia
Das Castello di Palmia, auch Palazzo Volta genannt, ist eine mittelalterliche Hangburg, deren Reste sich heute in der kleinen Siedlung Palmia, einem Ortsteil von Terenzo in der italienischen Region Emilia-Romagna erheben.

## Geschichte
Die Burg wurde im Mittelalter in dominanter Position über dem Sporzana-Tal im Auftrag einer der Adelshäuser „De Comitatu Parmensi“, also einer Grafen- oder reichen Soldatenfamilie der Grafschaft Parma, errichtet. Das älteste Zeugnis ihrer Existenz stammt aus dem Jahre 1054; die Burg wurde zusammen mit der von Viarolo im Verkaufsdokument von Alberto da Viarolo, dem Sohn von Magnifredo, an seinen Verwandten Rodolfo da Viarolo erwähnt.
Später fiel die Festung an die Adelsfamilie Da Palmia, die sie wegen der exzessiven Fragmentierung ihrer Familienzweige 1343 an Rolando, Ugolino und Andreasio de’ Rossi verkaufte.
Im Laufe des 16. Jahrhunderts wurde die Burg an die Grafen Bajardi verlehnt, die sie bis zur Abschaffung der Feudalrechte durch die Dekrete Napoleons 1805 behielten.
Das Gebäude wurde später mehrmals verkauft; es fiel zunächst an die Botteris, danach an die Ferrettis und schließlich an die Voltas. Im Laufe der Jahre wurde es vielfach umgebaut, sodass sich sein ursprüngliches Aussehen vollständig änderte. Es blieb nur der untere Teil des alten, großen Turms erhalten, wogegen der Seitenflügel in ein landwirtschaftliches Gebäude umgewandelt wurde. An die Flanken wurden zwei weitere Flügel angebaut, sodass sich ein auf zwei Seiten geschlossener Innenhof ergab. Anfang des 21. Jahrhunderts wurde der Komplex, den die Familie ‚‚Conti‘‘ erworben hatte, erneut vollständig umgebaut.

## Beschreibung
Der heutige Komplex hat einen L-förmigen Grundriss.
Der massige, eckige Turm, dessen unterer Teil das einzige noch existierende Zeugnis der alten Burg darstellt, erhebt sich drei Stockwerke hoch. Er besteht vollständig aus Bruchstein und zeigt an seiner Südfassade drei übereinander liegende Fensteröffnungen. Nach oben schließt ein dreieckiges Tympanon mit Gesims aus Mauerziegeln, als Sägezähne angeordnet, die Fassade ab. Ganz oben erhebt sich ein Söller mit zwei seitlich angeordneten Korbbögen.
Auf der rechten Seite erstreckt sich der Seitenflügel aus Bruchstein, an dem man einige vermauerte Spitzbogenfenster sehen kann. In der Nähe des Turms öffnet sich der Durchgang zum Innenhof durch einen breiten Rundbogen mit Rahmen aus Mauerziegeln.
Im Erdgeschoss des Turms ist ein Fresko aus dem 15. Jahrhundert erhalten, auf dem eine Blumengirlande mit zwei Musikinstrumenten abgebildet ist.